# Xyphinus lemniscatus
Xyphinus lemniscatus là một loài nhện trong họ Oonopidae.
Loài này thuộc chi Xyphinus. Xyphinus lemniscatus được Christa Deeleman-Reinhold miêu tả năm 1987.